# 晃 (歌手)
晃（あきら、本名：玉元 晃〈たまもと あきら〉、1961年5月9日 - ）は、日本の歌手・ミュージシャン。
沖縄県具志川市（現・うるま市）出身。1970年、ベイビーブラザースでキングレコードからデビュー。その後、フィリップス・レコード（日本フォノグラム）に移籍し、1973年、晃が当時12歳の時、フィンガー5のメインボーカルとなり、「個人授業」が100万枚を超える大ヒットを達成し、その後、「恋のダイヤル6700」（158万枚）、「学園天国」（105万枚）と次々にミリオンセラーとなる。
現在は晃としてテレビ、ラジオ出演やライヴハウス等で音楽活動の他、同窓会コンサートや「夢スター歌謡祭 春組対秋組歌合戦」に出演し、全国各地を回っているほか、江木俊夫(フォーリーブス )、あいざき進也、加藤高道(狩人)と共にユニット(TASTE4)を結成し、年に数回、ライブを行っている。

## 来歴

### デビューまで
1961年5月9日、沖縄県具志川市にて父・松市、母・ヒサエの4男として誕生。まだ沖縄がアメリカの占領下のこの頃、父が経営するAサインバーのジュークボックスからいつも洋楽が流れる環境の中に育つ。そしてその音楽に刺激を受けた兄弟、兄・一夫（小6）、光男（小5）、正男（小3）で小学生バンド『オールブラザーズ』を結成する。
オールブラザーズが沖縄テレビ『歌謡ワンダフル・ショー』エレキコンテストに出場して優勝。そして、東京へ行きたいと父に頼む子供達の熱意に父は東京行きを決心する。晃が7歳の頃。
東京都東村山市に移転。長男のもとで幼い晃、妙子を加え猛特訓。そして4年間、米軍キャンプめぐりをしてステージをこなす。

### ベイビーブラザース時代
仲宗根プロを通じてベイビーブラザーズとしてキングレコードから「私の恋人さん」（作詞・正男 作曲・一夫）（6万枚）〈B面：自由な世界〉で念願のデビューを果たす。
- ジングル・ベル（4万枚）〈B面：赤鼻のトナカイ〉
- 白い天使（2万枚）〈B面：僕たちの秘密〉

### フィンガー5時代
故郷・沖縄が本土復帰した1972年、活動休止し帰郷を考えていた頃、キャロルを世に出したばかりの井岸義測が彼らの才能に目をつけ、心機一転、フィンガー5として再デビューを果たす。フィリップス・レコード（日本フォノグラム）に移籍、シングル「キディ・キディ・ラブ」をリリース。
- 1973年
  - 8月25日 「個人授業」（作詞・阿久悠 作曲・都倉俊一）発売。一週間でヒットチャートトップの座にのぼりつめる。（145万枚）
  - 「聖しこの夜・聖しこの夜（カラオケ）」〈B面：「赤鼻のトナカイ・ジングル・ベル」〉発売
  - 第2弾「恋のダイヤル6700」発売（158万枚。前作に続きチャートNo.1を獲得）
- 1974年
  - 第3弾「学園天国」発売（105万枚）
  - 「恋のアメリカン・フットボール」発売
  - 7月5日 ソロアルバム『あきら ぼくの好きな歌』発売。
  - 7月25日 『映画フィンガー5の大冒険』公開
  - ソロシングル「つばさがあれば」発売

この頃から少しずつ変声期がはじまる。
  - 8月22-25日  東京の浅草国際劇場にて、デビュー1周年リサイタル個人授業で再スタートし1年、記念すべきステージとなる。
  - 9月10日 「上級生（恋の大予言）」発売
  - 10月3日 日本武道館にてデ・フランコ・ファミリーとジョイントコンサート。
  - 12月 「フィンガー5とクリスマス・パーティー」発売
  - 12月25日 「華麗なうわさ」発売

この年、日本レコード大賞 ヤングアイドル賞受賞。
日本歌謡大賞 放送音楽プロデューサー連盟賞受賞。
- 1975年
  - 2月5日 「名犬ラッシー」発売
  - 3月5日 「バンプ天国」発売
  - 5月 ポリドールに移籍。それと同時に事務所として『フィンガーファミリー』設立する。
  - 6月-7月 自分たちのやりたい音楽とは遠ざかっていたことに疑問を感じ始め、渡米を決意。そしてアメリカ縦断サヨナラ・コンサート。
  - 6月21日 「ぼくらのパパは空手の先生」発売
  - 8月2日 アメリカに向けて日本出発。ロサンゼルス郊外に居を構えハイレベルな音楽追求のためレッスン。

アーティストユニオンに加盟
  - 11月21日 「帰ってくるよ」発売
- 1976年
  - 2月9日 帰国
  - 2月21日 「ジェット・マシーン」発売
  - 3月 アルバム 『ジェット・マシーン〜ニュー・フィンガー5から愛をこめて』発売。
  - 3月13日-4月  アメリカからの帰国報告コンサートが、中野サンプラザをはじめに日本縦断で行われた。
  - 6月1日 「飛べ!すてきなベイビー」発売
  - 9月21日 「101人ガールフレンド」発売
  - 12月21日 「モンローウォークのお嬢さん」発売
- 1977年
  - 2月21日 AKIRAソロシングル、「メリージェーン」発売
  - 港区立中学校卒業後、青山のギタースクールに通う。
  - 5月1日 「恋のラッキーストライク」発売
  - 7月21日 「スーパーカーブギ」発売
  - 11月1日 「ぼくは眠れない」発売
- 1978年
  - 2月1日 「やきもちボーイ」発売
  - 6月21日 「悩ませないで」発売

この年、フィンガー5としては実質的に解散・引退と言われている。

### ザ・フィンガーズ時代
光男・正男と組んでザ・フィンガーズと改名。
1980年いっぱい頃まで活動を継続したが、その後活動を休止することとなる。 この頃、レギュラー番組、ラジオ関東『歌をさがそうフィンガーズ』が放送される。オープニング曲には 「CRAZY TOWN CRAZY NIGHT」、エンディング曲には「Goodbye Memory」が使われていた。その後好評のため、延長して放送される。 
- 1979年
  - 7月25日 「CRAZY TOWN CRAZY NIGHT」発売
  - 10月25日 「Goodbye Memory」発売
- 1980年
  - 3月25日 『BAND BOY』発売

### その後の音楽活動
- 1985年 ZAPPというグループ名によって、日本コロムビアから『恋のゴールデンソウル』をリリース。  
  - 3月 東京音楽祭に登場
- 1991年 フィンガー5として、徳間ジャパンのオムニバスアルバム『ジャーニー・トゥ・ザ・マッドブレイン』に、当時からのレパートリーでジャクソン5のカヴァー曲『インディアナへ帰ろう』のニューレコーディングで参加。
- 1992年 正男と他に6人のメンバーでFinger5・Special・Soul・Bandを結成。ライヴ活動のみでCDは発売していない。
- 1994年 正男と一緒にグループAM FINGERSを結成。 
  - 4月21日 アルバム『STEPPING OUT』をリリース。

この年、後楽園ゆうえんちにLUNA PARKがオープン。その初代テーマソングに「LET'S GO TO THE LUNA PARK」を歌う。 この曲はCD 『Moonlight Review on Triad』に挿入され、CMのBGMにも使われていた。

### AKIRA - T.AKIRA - 晃（2002.9 - ）
- 2002年3月 赤坂のライブハウスにてファンの集いを行う。兄の正男、妹の妙子も参加。
- 2002年9月 AKIRAとして、音楽活動開始。
- 2005年4月 T.AKIRAと名前を変え、以降、ライブを中心に音楽活動をしている。
- 2010年4月 ラジオ番組『AKIRAの楽園天国』開始。
- 2010年12月19日　故郷「沖縄」をイメージしたCD『うちなー』を発売。
- 2010年8月　江木俊夫、あいざき進也、高道(狩人）とともに「s4」を結成し、ライブ、同窓会コンサートなどで全国ツアーを展開中。
- 2011年6月1日  s4メジャーデビューCD『夢のつづき』　発売（ソニー・ミュージックダイレクト）
- 2011年6月 晃に改名。
- 2011年10月29日　 La Donna原宿での晃バンドライブ（8月12日）を収録した番組『おんがく白書』が（10月3日放送）番組での放送分に1曲ボーナストラックを含めDVD化される。（Amazonのみ販売）
- 2011年12月7日 s4メジャーデビューアルバム『夢のつづき』発売。（ソニー・ミュージックダイレクト）
- 2012年10月24日 自身がプロデュースする9人組アイドルグループ「Layna」が『恋のダイヤル6700』のカバーでデビュー。
- 2013年5月4日 自身がプロデュースした全曲オリジナルアルバム『夢の中』を発売。

## ライブ
- 『ライヴ・サウンドストーン』（2002年9月14日・11月30日・2003年3月1日）
- 『ライヴ・シティハウス』（2002年11月16日）
- 『ライヴ・Wood Stok』（2003年4月12日）
- 『ライブ・原宿OH! GOD』（2003年5月10日・7月26日）
- 『ライヴ・赤坂グラフティー』（2003年9月13日）
- 『ライヴ・大塚WelcomeBack!』（2003年11月8日・2004年6月19日・2005年4月30日）
- 『バースデーライヴ・パシフィックホテル ブルーパシフィック』（2004年5月8日 …他多数）
- みなとみらい野外ライヴ 『T.AKIRA Summer Festa 2005』（2005年8月20日）
- 『Birthday Dinner Live ・Old IMARI』（2006年5月6日）
- 『ライヴ・musican's Bar B-flat』（2007年2月2日・4月15日）
- 『Birthday Dinner LIVE・RISE TOKYO』（2007年5月12日）
- 『T.AKIRAクリスマスライブ』（2009年12月4日　高円寺MISSION'S）
- 『T.AKIRA　Birthday Live』（2010年5月9日　HUMMER CAFE）
- 『T.AKIRA　Xmas Special DinnerShow 2010』（2010年12月23日　ライブミュージック＆レストランバー　川口ショックオン）
- 『真夏の夜のギターライブ』晃・瀬戸口修・サスケ（2011年7月22日　ブルードラッグ）
- 『ライブ・ラ・ドンナ』（2011年8月12日　ラ・ドンナ）

2015年晃ライブ
- 2015.1.11（日）Blue Drag　高田馬場
- 2015.2.14（土）BIRDLAND　赤坂
- 2015.3.8（日）SHOCK ON　川口
- 2015.3.24（火） BLUE MOOD（トーク＆ライブ）　汐留
- 2015.4.18（土）楽屋　中目黒
- 2015.5.9（土）晃 Birthday Dinner Live＠BULE　MOOD　汐留
- 2015.6.21（日）Blue Drag　高田馬場
- 2015.7.20（月・祝）Sunny Side　高田馬場
- 2015.7.25（土）　Guitar Live Jam9　神田
- 2015.8.23（日）KAMOME　横浜
- 2015.9.12（土）SOUND STONE 所沢
- 2015.9.21(月・祝）THIRD STONE 大阪
- 2015.9.22（火・祝）Live DOXY 名古屋
- 2015.10.17（土）BIRDLAND　赤坂
- 2015.11.3（火・祝）Sunny Side（コラボレーションライブ）高田馬場
- 2015.11.22（日）SHOCK ON　川口
- 2015.12.13（日）KAMOME　横浜

- 2016.1.11（月・祝）Blue Drag　高田馬場
- 2016.1.16（土）bar lounge SHELTER（大阪）
- 2016.2.14（日）SHOCK ON（埼玉・川口）
- 2016.3.6（日）BIRDLAND（赤坂）
- 2016.3.21（日）コラボレーションライブ　Sunny Side（高田馬場）
- 2016.4.17（日）Blue Drag　高田馬場
- 2016.5.21(土）～22（日）Birthdayツアー
- 2016.6.12（日）まほろ座（町田市）
- 2016.8.21（日）SHOCK ON（埼玉・川口）
- 2016.9.17（土）Blue Drag（高田馬場）
- 2016.10.9（日）Blue Drag（高田馬場）
- 2016.11.19（土）Paradise Cafe'（横浜・関内）
- 2016.12.17（土）まほろ座（町田市）

他多数

### コンサート出演
幸せ（ハッピー）コンサート 2015
- 2015年5月19日（火）習志野文化ホール
- 2015年9月24日（木）メルパルク大阪

夢グループコンサート
- 2015年10月12日（月）昼の部：行橋市民会館（福岡県）／夜の部：北九州芸術劇場（福岡県）
- 2015年10月14日（水）昼の部：ウイングまつばせ　文化ホール（熊本県）／夜の部：菊池市文化会館（熊本県）
- 2015年11月5日（木）昼の部：四日市市文化会館（三重県）／夜の部：桑名市民会館（三重県〉
- 2015年11月6日（金）昼の部：一宮市民会館（愛知県）／夜の部：安城市民会館（愛知県）
- 2015年11月18日（水）昼の部：渡辺翁記念会館（山口県）／夜の部：防府市公会堂（山口県）
- 2015年11月19日（木）昼の部：周南市文化会館（山口県）／夜の部：岩国市民会館（山口県）

Hit Song JAPAN 昭和『同窓会コンサート』
- 2015年1月15日（木）習志野文化ホール
- 2015年1月19日（月）江戸川区総合文化センター
- 2015年1月29日（水）ベイシア文化ホール
- 2015年2月2日（月）神奈川県民ホール
- 2015年2月3日（火）相模女子大学ホール
- 2015年2月4日（水）飯能市市民会館
- 2015年2月8日（日）サンシティ越谷市民ホール
- 2015年2月11日（火）まつもと市民芸術館
- 2015年2月12日（水）ホクト文化ホール
- 2015年2月19日（水）金沢歌劇座
- 2015年2月20日（木）富山市芸術文化ホール
- 2015年2月23日（月）中野サンプラザホール
- 2015年2月27日（金）小山市立文化センター
- 2015年3月3日（火）深谷市民文化会館
- 2015年3月10日（火）伊勢市慣観光文化会館
- 2015年3月11日（水）桑名市民会館
- 2015年3月17日（火）岡崎市民会館
- 2015年3月18日（水）一宮市民会館
- 2015年3月19日（木）大垣市民会館
- 2015年4月7日（火）加古川市民会館
- 2015年4月8日（水）あましんアルカイックホール
- 2015年4月9日（木）奈良県文化会館
- 2016年5月14日　春日部市民文化会館（埼玉）
- 2016年5月28日　相模女子大学グリーンホール（神奈川）
- 2016年6月21日　エブノ泉の森ホール（大阪）
- 2016年6月22日　すばるホール（大阪）
- 2016年6月24日　八尾市文化会館プリズムホール（大阪）
- 2016年6月29日　宇治市文化センター（京都）
- 2016年6月30日　近江八幡市文化会館（滋賀）
- 2016年7月4日　厚木市文化会館（神奈川）
- 2016年7月7日　府中の森芸術劇場どりーむホール（東京）
- 2016年7月12日　森のホール21(松戸市文化会館)（千葉）
- 2016年7月27日　飯能市市民会館（埼玉）
- 2016年8月8日　　B-CON PLAZA別府国際コンベンションセンター フィルハーモニアホール（大分）
- 2016年8月9日　　中津文化会館（大分）
- 2016年8月11日　 飯塚市文化会館イイヅカコスモスコモン（福岡）
- 2016年8月12日　 北九州芸術劇場（福岡）
- 2016年8月29日　君津市民文化ホール（千葉）
- 2016年9月6日　 群馬音楽センター（群馬）
- 2016年9月11日　 久留米シティプラザ ザ・グランドホール（福岡）
- 2016年9月13日　アルカスSASEBO（長崎）
- 2016年9月14日　長崎ブリックホール（長崎）
- 2016年9月25日　今治市公会堂（愛媛）
- 2016年9月26日　新居浜市市民文化センター（愛媛）
- 2016年9月27日　高知県立県民文化ホール オレンジホール（高知）
- 2016年9月29日　レクザムホール(香川県県民ホール)（香川）
- 2016年9月30日　あわぎんホール 徳島県郷土文化会館（徳島）
- 2016年10月25日　函館市民会館（北海道）
- 2016年10月26日　さっぽろ芸術文化の館　ニトリ文化ホール（北海道）
- 2016年10月27日　千歳市民文化センター　北ガス文化ホール（北海道）
- 2016年10月28日　旭川市民文化会館（北海道）
- 2016年11月14日　大宮ソニックシティ（埼玉）
- 2016年12月5日　大垣市民会館（岐阜）
- 2016年12月6日　関市文化会館（岐阜）
- 2016年12月8日　一宮市民会館（愛知）

「夢コンサート」出演
- 2015年2月15日（日）八千代市厚生会館
- 2015年2月16日（月）大牟田文化会館
- 2015年2月17日（火）佐賀市民会館
- 2015年3月2日（月）大宮ソニックシティ
- 2015年3月6日（金）かつしかシンフォニーヒルズ
- 2015年3月12日（木）神奈川県民ホール
- 2015年3月20日（金）相模女子大学グリーンホール
- 2015年3月25日（水）藤沢市民会館
- 2015年3月30日（月）中野サンプラザホール
- 2015年6月11日（木）佐野市文化会館（栃木）
- 2015年6月22日（月）宇都宮市文化会館

「夢ポップス★コンサート」出演
- 2016.7.20　ウェスタ川越（埼玉）
- 2016.7.24　江戸川区総合文化センター（東京）
- 2016.8.5　 東金文化会館（千葉）
- 2016.8.18　宇治市文化センター（京都）
- 2016.8.19　ひこね市文化プラザ（滋賀）

### イベント出演
- 『第23回所沢市民フェスティバル』（所沢航空記念公園、2003年10月27日）
- フィンガー5 デビュー30周年記念ディナーショー『The 30th Anniversary!!』（新高輪プリンスホテル、2003年12月7日）
- 昭和ヒットパレード　第3回公演ディナーショー（ホテルオークラ本館　平安の間　2009年6月7日)
- オヤジチャレンジファイト　Round2（新宿フェイス　2009年11月1日）
- オヤジチャレンジファイト　3rd（新宿フェイス　2010年12月19日）
- 「長沢純芸能生活50周年記念コンサート」ゲスト出演（佐倉市民音楽ホール 2011年5月7日）
- 「第16回ガリバーミュージック・ライブ・フェスティバル」（ライブスペースTRUE　2011年5月19日）
- 『第5回世界ウチナーンチュ大会』(沖縄セルラースタジアム那覇 2011年10月15日）
- 「大和中央ライオンズクラブ結成40周年記念チャリティーコンサート」（大和市保健福祉センター　2011年10月28日）

## 舞台
- 『サンタクロースの墓』（Shinjuku SPACE 107、2001年11月21日・25日）※友情出演
- 『平手造酒-外伝-』（ル テアトル銀座、2002年10月18日-20日）
- 『AKIRA'S　LIVE in　三茶倶楽部』 （Studio Theater SPARK-1、2004年12月23日・24日）※芝居と音楽とのコラボレーション

## テレビ・CM

### テレビ
- 史上最強のメガヒット カラオケBEST100 完璧に歌って1000万円（テレビ朝日）
- 週刊えみぃSHOW（読売テレビ）
- NNNニュースプラス1「エンタメ5」（日本テレビ）
- おはよう!グッデイ（TBS）
- ジャスト（TBS）
- Dのゲキジョー 〜運命のジャッジ〜（フジテレビ）
- 好き!好き!モンキーズ（ミュージック・エア）
- あの人は今!?第30回記念 世紀のスクープ77連発（日本テレビ）
- 踊る!さんま御殿!!（日本テレビ）
- 日めくりタイムトラベル（NHK BS2）
- 行列のできる法律相談所（日本テレビ）
- 田舎に泊まろう!（テレビ東京、2007年11月25日）
  - 沖縄県出身の歌手・南沙織が歌った「17才」の舞台とされる、山口県防府市を訪ねた（作詞者・有馬三恵子の出身地）
- 年忘れにっぽんの歌（テレビ東京、2007年12月31日）
- クイズ!ヘキサゴンII（フジテレビ、2008年1月16日）
  - 「仲間を救え!底抜けドボンクイズ!」のコーナーで、落ちる役に自ら名乗り出て、皆を驚かせる。その日彼のいたチームだけが救出に成功、水落ちを免れる。
- 売れなきゃよかった…金曜日の告白SP!大壮絶人生（フジテレビ、2008年3月7日）
- 思い出のメロディー（NHK、2009年8月22日）
- J-POP青春の'80 青春のレッツゴーヤング(2)（NHK BSプレミアム、2012年9月）
- 日本歌手協会新春12時間歌謡祭《第3部》(BSテレ東、2019年1月2日)

他多数

### CM
- メンズプラザ AOKI（2004年4月-7月）

## レコード・CD
- 人気テレビ・マンガ主題歌（1975年、日本フォノグラム / フィリップス、FX-8103）
  - 「マッハバロン」（『スーパーロボット マッハバロン』主題歌。すぎうらよしひろのカバー）
- GIFT（2007年10月24日、ベルウッド、BZCS-501）
  - 「学園天国 (Neo Rockabilly ver.)」
T.AKIRAソロセルフカバーヴァージョンとして収録。
- T.AKIRA 『うちなー/愛依って我の命を為す』　(2010年12月19日)
- s4 ファーストアルバム 『僕の歌は君の歌』 (2010年8月15日) 完売
- s4 セカンドアルバム 『僕の歌は君の歌Vol.2』(2011年4月10日) 完売
- s4 メジャーデビュー曲  『夢のつづき』(2011年6月1日ソニー・ミュージックダイレクト、 MHCL-1911)
- s4 メジャーデビューアルバム『夢のつづき』（2011年12月7日ソニー・ミュージックダイレクト、MHCL-1998 ）
- 晃オリジナルアルバム『夢の中』（2013年5月4日全曲オリジナル）

## DVD
- ASIN B005MOO1EK, おんがく白書 晃(元フィンガー5) (2011年10月29日)